# Семёнов, Александр (футболист, 1972)
Александр Семёнов (эст. Aleksandr Semjonov; 15 мая 1972) — эстонский футболист, полузащитник.

## Биография
В ноябре 1991 года был вызван в сборную Эстонии для участия в Кубке Балтии. На турнире принял участие в обоих матчах — 15 ноября против Литвы (1:4) и 16 ноября против Латвии (0:2), оба раза выходил в стартовом составе. После вступления Эстонии в ФИФА эти матчи не получили официального статуса игр сборных.
На клубном уровне после распада СССР выступал в высшем дивизионе Эстонии за таллинскую «Флору». В весеннем сезоне 1992 года его клуб занял четвёртое место, а в сезоне 1992/93 — второе. Также в ходе сезона 1992/93 игрок выступал за аутсайдера высшей лиги «Меркуур» (Тарту). Всего за карьеру в элите сыграл 17 матчей и забил 3 гола.
Дальнейшая судьба неизвестна.